# ʻAoa
ʻAoa – wieś w Samoa Amerykańskim (Dystrykt Wschodni); na wyspie Tutuila; 855 mieszkańców (2010).